# Lambda de l'Altar
Lambda de l'Altar (λ Arae) és una estrella a la constel·lació de l'Altar. És una estrella groga-blanca tipus F subgegant amb una magnitud aparent de +4,76. Està a uns 71,3 anys llum de la Terra.